# HK Kompanion Kiev
Le HK Kompanion Kiev est un club de hockey sur glace de Kiev en Ukraine. Il évolue dans la PKL, la ligue professionnelle ukrainienne.

## Historique
- En 2000, le club est créé sous le nom de HK Kiev.
- En 2006, il devient le HK Kompanion Kiev
- Dissolution en 2016 [1].

## Palmarès
- Championnat d'Ukraine
  - Vainqueur (1) : 2014.